# Nirekha
Der Nirekha ist ein Berg im Mahalangur Himal im östlichen Nepal.
Der Nirekha liegt in der Khumbu-Region, 16 km westlich des Mount Everest, und besitzt eine Höhe von 6169 m. Der Berg besitzt zwei ungefähr gleich hohe pyramidenförmige Gipfel (Nord- und Südgipfel), die sich aus dem Gipfelplateau erheben. Der Nirekha fällt in die Kategorie „A“ der Klettergipfel gemäß der Mountaineers Association of Nepal.
Der Lobuche-Westgipfel (6145 m) liegt 2 km weiter östlich im selben Bergkamm. Westlich liegt der Bergsattel Cho La Col (5650 m), südwestlich der Gebirgspass Cho La (5380 m). Weiter westlich jenseits des Cho La Col erhebt sich der Kangchung (6103 m). 6,38 km südlich liegt der Cholatse (6440 m). Nach Nordosten führt ein Bergkamm zum Chumbu (6853 m).
Die Standardroute führt über den Cho La Col und den Westgrat zum Gipfelplateau und besitzt den Schwierigkeitsgrad AD+.